# Love-Zahlen
Die Love-Zahlen (auch Love’sche oder lovesche Zahlen, nach Augustus Edward Hough Love) h, k, l sind dimensionslose Parameter, mit denen die Wirkung von Kräften (z. B. Gezeiten, zentrifugale Rotation) auf das Gravitationsfeld eines Himmelskörpers berechnet wird, wenn er nicht starr, sondern etwas elastisch ist. Diese Kräfte bewirken eine zeitlich veränderliche Verformung, in geringerem Maß auch orbitale Präzession und Nutation. Sie werden u. a. bei Berechnung von Satellitenbahnen benötigt, um Bahnkorrekturen zu berechnen.
Für die Erde gilt annähernd:
h = 0,60 (vertikale Verformung)
k = 0,30 (Wechselwirkungen)
l = 0,08 (Shida-Zahl: Wechselwirkungen).
In mathematisch-physikalischen Erdmodellen geben die Love-Zahlen an, um wie viel die Wirkung des Gezeitenpotentials auf die elastische Erde größer ist als auf einen starren Erdkörper. Der mögliche Bereich der Love-Parameter wird durch die Erdabplattung begrenzt. Aus gemessenen Verformungen lässt sich auch der Dichteverlauf im Erdinnern abschätzen. Bei Gasplaneten gibt dafür ihre Abplattung den wichtigsten Hinweis.
Die Love-Zahlen wurden etwa 1920 in die Geophysik eingeführt und sind inzwischen in der gesamten Planetologie von Bedeutung, auch zur Erforschung von Exoplaneten. Mit Daten der Missionen CoRoT und Kepler oder zukünftiger wie TESS, CHEOPS oder PLATO befasst sich u. a. die Forschungsgruppe „Matter Under Planetary Interior Conditions“ in Rostock, Hamburg und Berlin. Durch interdisziplinäre Modelle, Theorie und Experimente sollen der innere Aufbau ferner Planeten und ihre thermischen und Druckverhältnisse ergründet werden.